# Pointe Helbronner
Pour les articles homonymes, voir Helbronner.
La pointe Helbronner est un sommet franco-italien situé dans le massif du Mont-Blanc et qui culmine à 3 462 ou 3 470 mètres d'altitude. Elle est située entre le Grand Flambeau et les aiguilles Marbrées sur la ligne de partage des eaux entre la Haute-Savoie et la Vallée d'Aoste.

## Toponymie
La pointe est nommée en l'honneur de Paul Helbronner, polytechnicien, alpiniste et géodésien, qui fut l'un des pères de la cartographie alpine française.

## Géographie

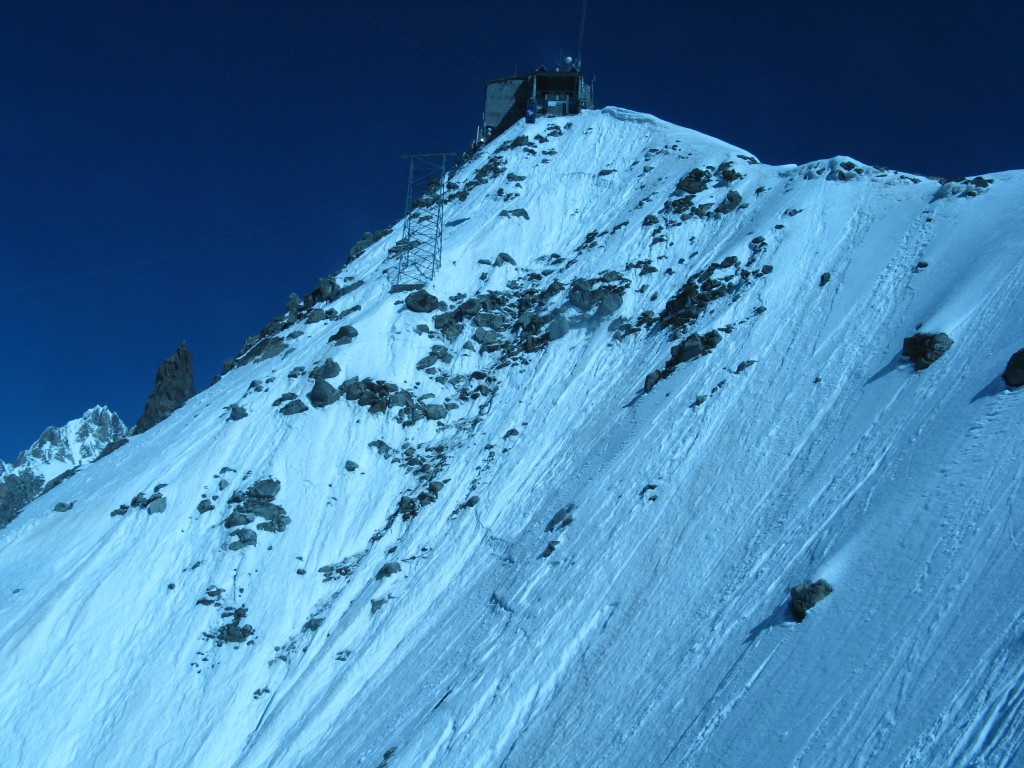
La pointe Helbronner sous la neige depuis le sud-est.

La pointe Helbronner est le point d'arrivée du téléphérique italien Skyway Monte Bianco, au départ d'Entrèves près de Courmayeur, et de la télécabine Panoramic Mont-Blanc qui traverse la Vallée Blanche et le glacier du Géant à partir de l'aiguille du Midi, en France. Son antécime héberge par ailleurs le refuge Torino.
La pointe Helbronner est aussi le point de départ d'une descente à ski du glacier du Géant jusqu'au Montenvers ou même à Chamonix-Mont-Blanc et de plusieurs randonnées aux sommets voisins.
La pointe donne une vue imprenable sur la vallée d'Aoste et sur tout le Piémont.
Une exposition permanente de 150 cristaux provenant du massif du Mont Blanc a été ouverte au centre visiteurs du Pavillon.

## Dans la culture
La pointe est visible dans le film Kingsman : Le Cercle d'or (2017).